# Tunku Sarafuddin Badlishah
Dato' Sri Utama Tunku Saraf ud-din Badlishah bin Sultan Alhaj Mahmud (Alor Setar, 2 marzo 1967) è un principe e avvocato malese, Raja Muda di Kedah dal 2017.

## Biografia
Tunku Sarafuddin Badlishah è nato ad Alor Setar il 2 marzo 1967 ed è il figlio primogenito del sultano Sallehuddin di Kedah e di Tengku Maliha binti Tengku Ariff.
Ha studiato al Royal Military College di Kuala Lumpur dal 1979 al 1984. Si è quindi trasferito nel Regno Unito per gli studi universitari. Nel 1990 si è laureato in giurisprudenza all'Università di Brunel. È stato quindi ammesso alla Inner Temple ed è diventato barrister. Nel 1994 è diventato avvocato e procuratore legale presso l'Alta corte della Malesia. Ha ricoperto vari incarichi presso varie agenzie e società, tra cui quelli direttore e segretario legislativo presso la Malaysian Communications and Multimedia Commission (MCMC) dal 1999. Attualmente è direttore e membro del consiglio di amministrazione di Asiamet Sdn Bhd, presidente di Thong Fuan Industries Berhad e socio dello studio Kamil Hashim Raj & Lim Advocates and Solicitors.
Il 15 gennaio 2017 suo zio, il sultano Abdul Halim di Kedah, lo investito del titolo di Tunku Laksamana.
Nel pomeriggio del 26 novembre successivo il padre, da poco asceso al trono, lo ha nominato e investito del titolo di raja muda. La proclamazione è stata letta dal Segretario di Stato Datuk Bakar Din e in seguito ha pronunciato e firmato il giuramento di rito. Ha quindi siglato l'affidavit assistito dal giudice capo di Sabah sceicco Abdul Rahman Abdullah e dal giudice dell'Alta Corte Datuk Hashim Hamzah. Tengku Sarafudin ha ricevuto il kriss reale prima di ricevere le congratulazioni dei nobili e che fossero sparati nove colpi di cannone.

## Vita personale
Nel 2003 ha sposato Datin Sri Utama Zahida Banu binti Muhammad Arif, Toh Puan Muda, nata a Ipoh nel 1971. Ha studiato all'University College of Wales di Cardiff ed è stata capo dell'ufficio legale e della segreteria della divisione del Selangor di Water Supply Co (SYABAS) e Kumpulan Darul Ehsan Bhd. Hanno avuto una figlia e un figlio:
- Tunku Zula Bahiyah (nata nel 2004);
- Tunku Sulaiman Badlishah (nato nel 2007).